# Momaea
Momaea là một chi bọ cánh cứng trong họ Chrysomelidae.
Chi này được miêu tả khoa học năm 1865 bởi Baly.

## Các loài
Các loài trong chi này gồm:
- Momaea costatipennis Jacoby, 1894
- Momaea distincta Mohamedsaid, 1999
- Momaea eximia (Blackburn, 1896)
- Momaea flavomarginata Jacoby, 1886
- Momaea gracilis Duvivier, 1884
- Momaea rugipennis (Jacoby, 1893)
- Momaea viridipennis (Baly, 1865)